# Екофемінізм

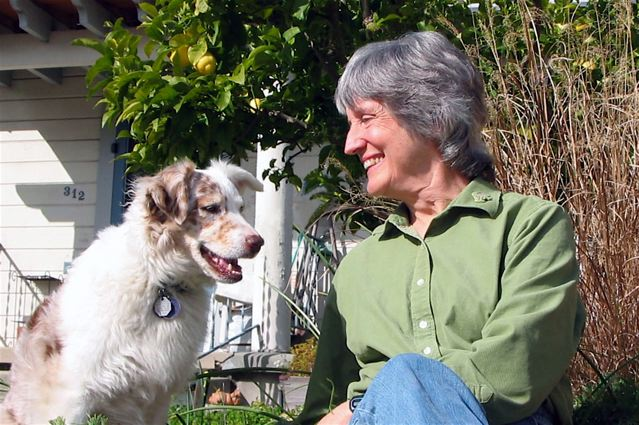
Феміністська науковиця Донна Гаравей та Каєнн

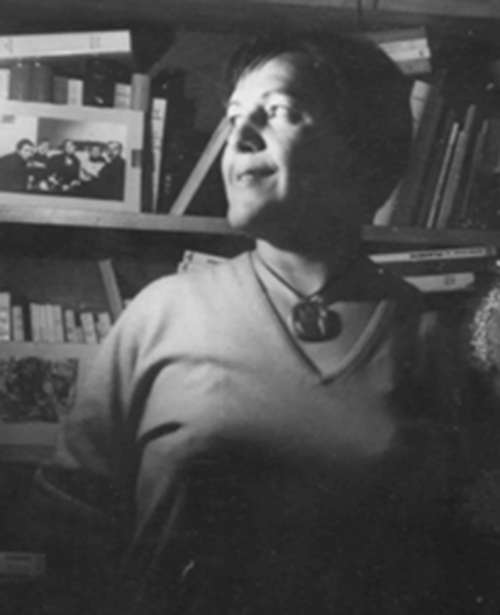
Франсуаза д'Обонн, засновниця екофемруху, авторка книги "Фемінізм або смерть" (1974)

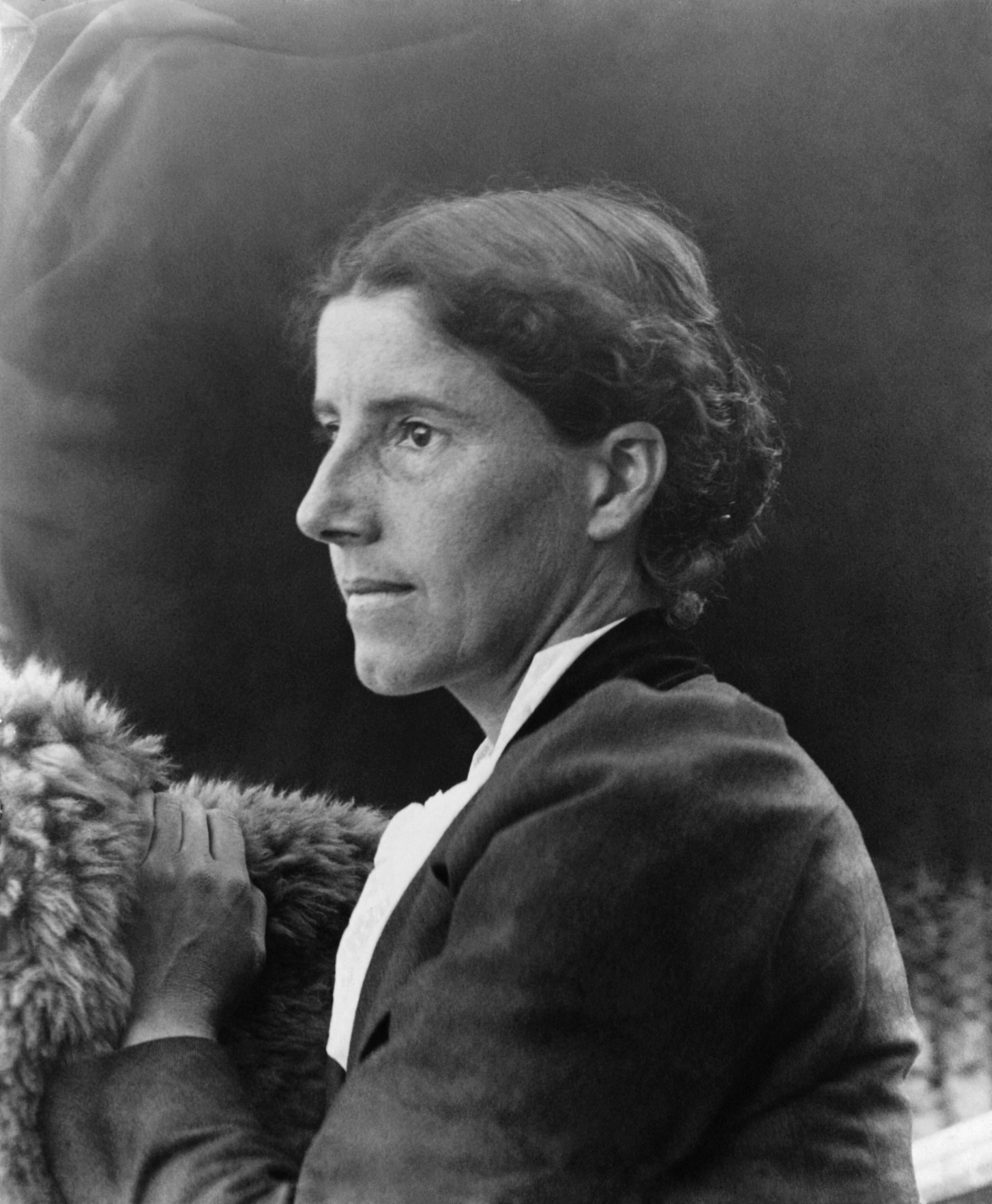
Шарлотта Перкінс Гілмен, авторка культової феміністичної утопії Їїзем'я (1915)

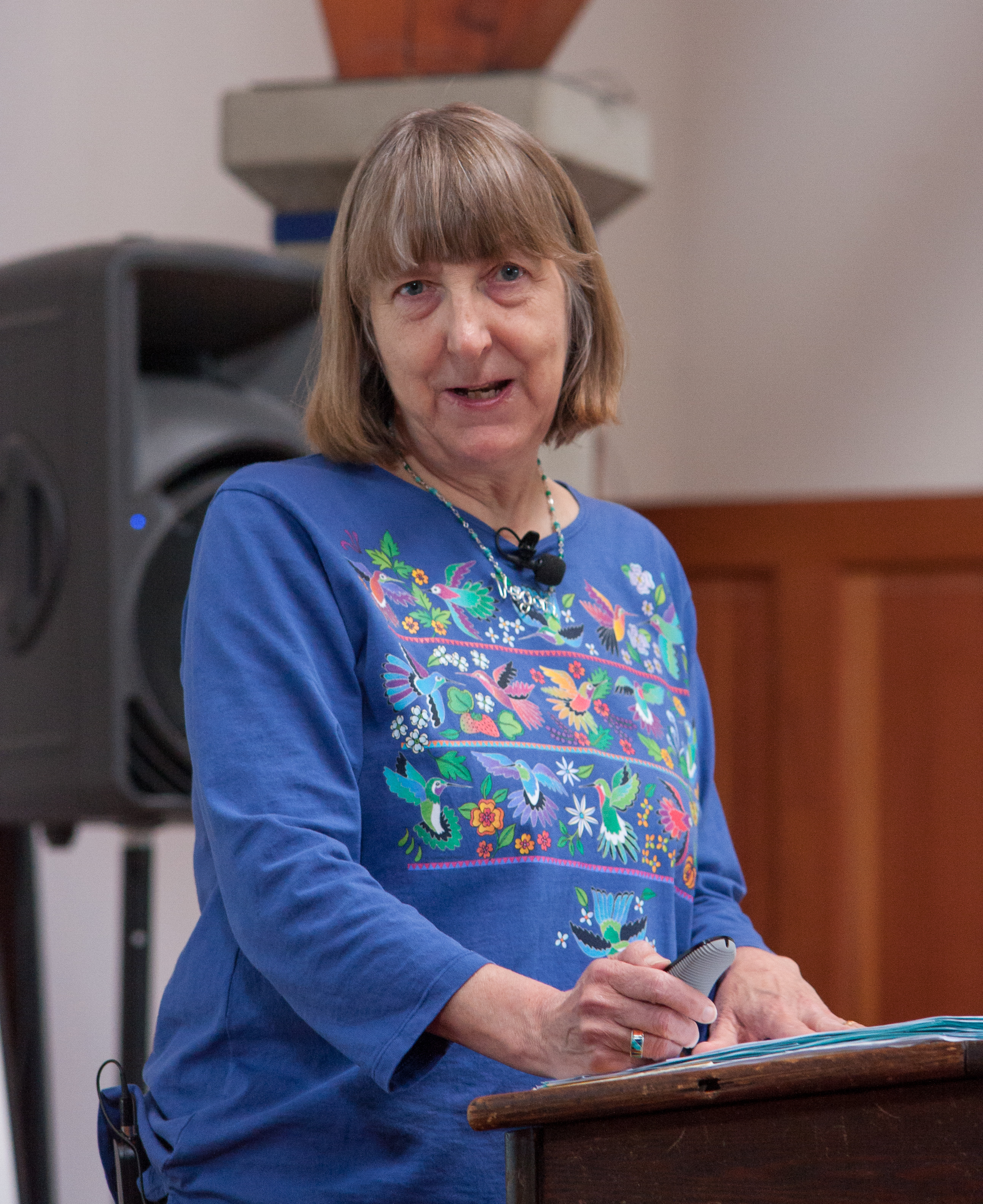
на Конференції з інтерсекційної справедливости

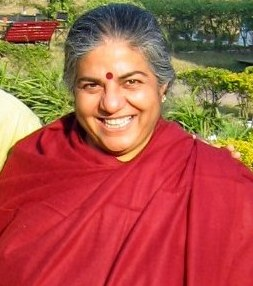
Вандана Шива, індійська екофеміністська письменниця та активістка, 2007

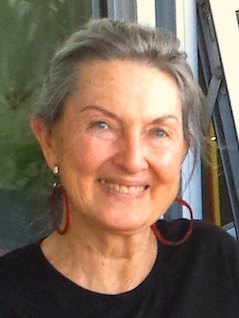
Арієль Салле, 2019

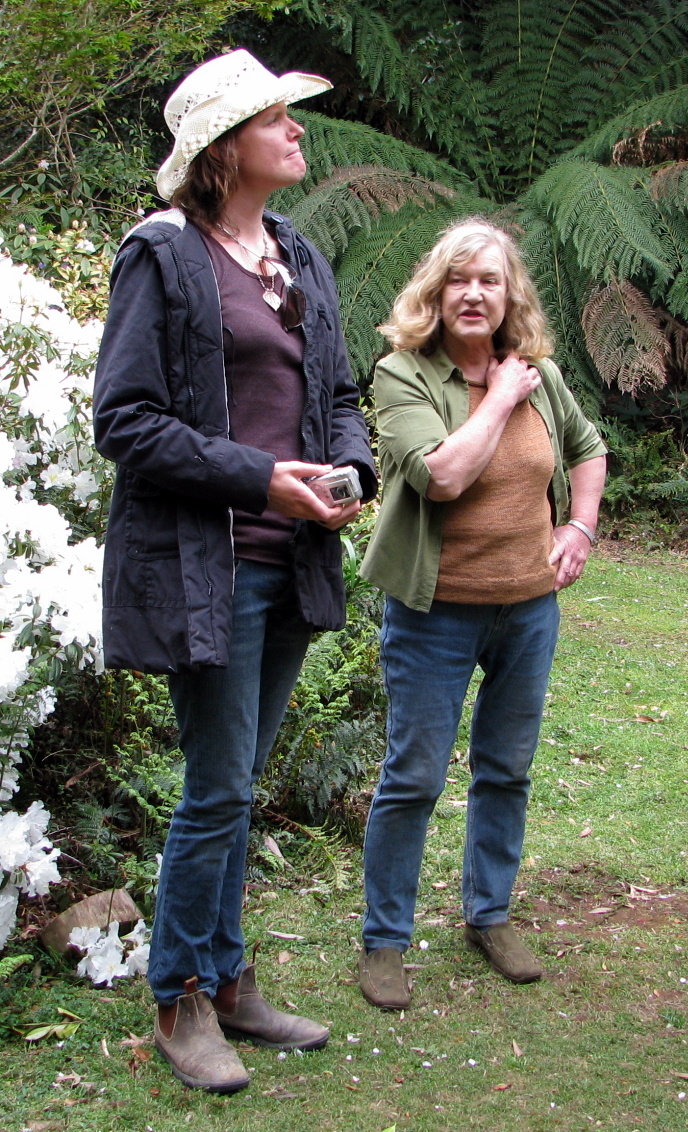
(зліва) зі Sky Kidd, 2007

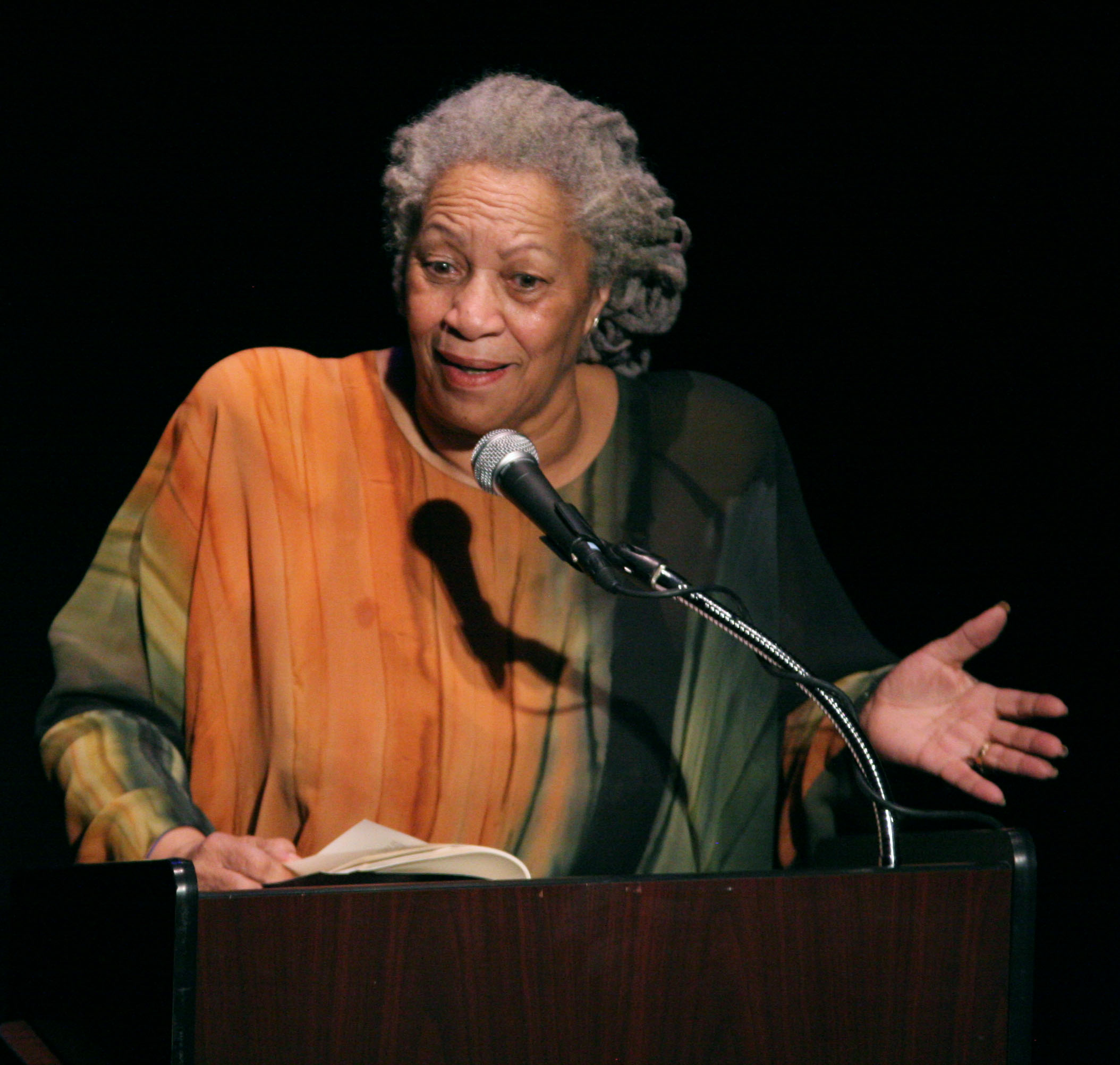
Тоні Моррісон, екофеміністська письменниця та поетеса, нобелівська лауреатка, що висвітлювала насильство проти жінок, зокрема чорних, 2008.

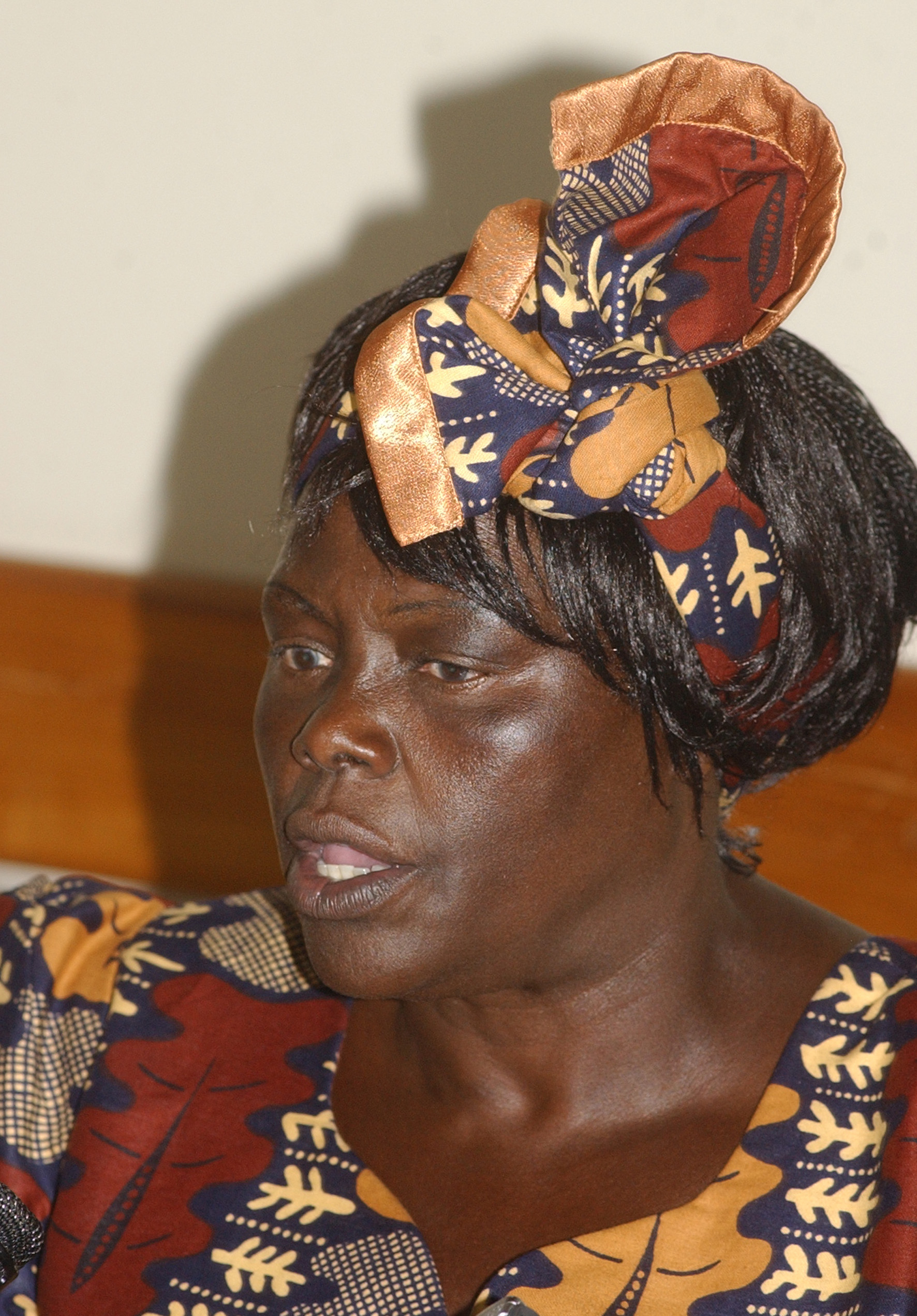
Вангарі Маатаї

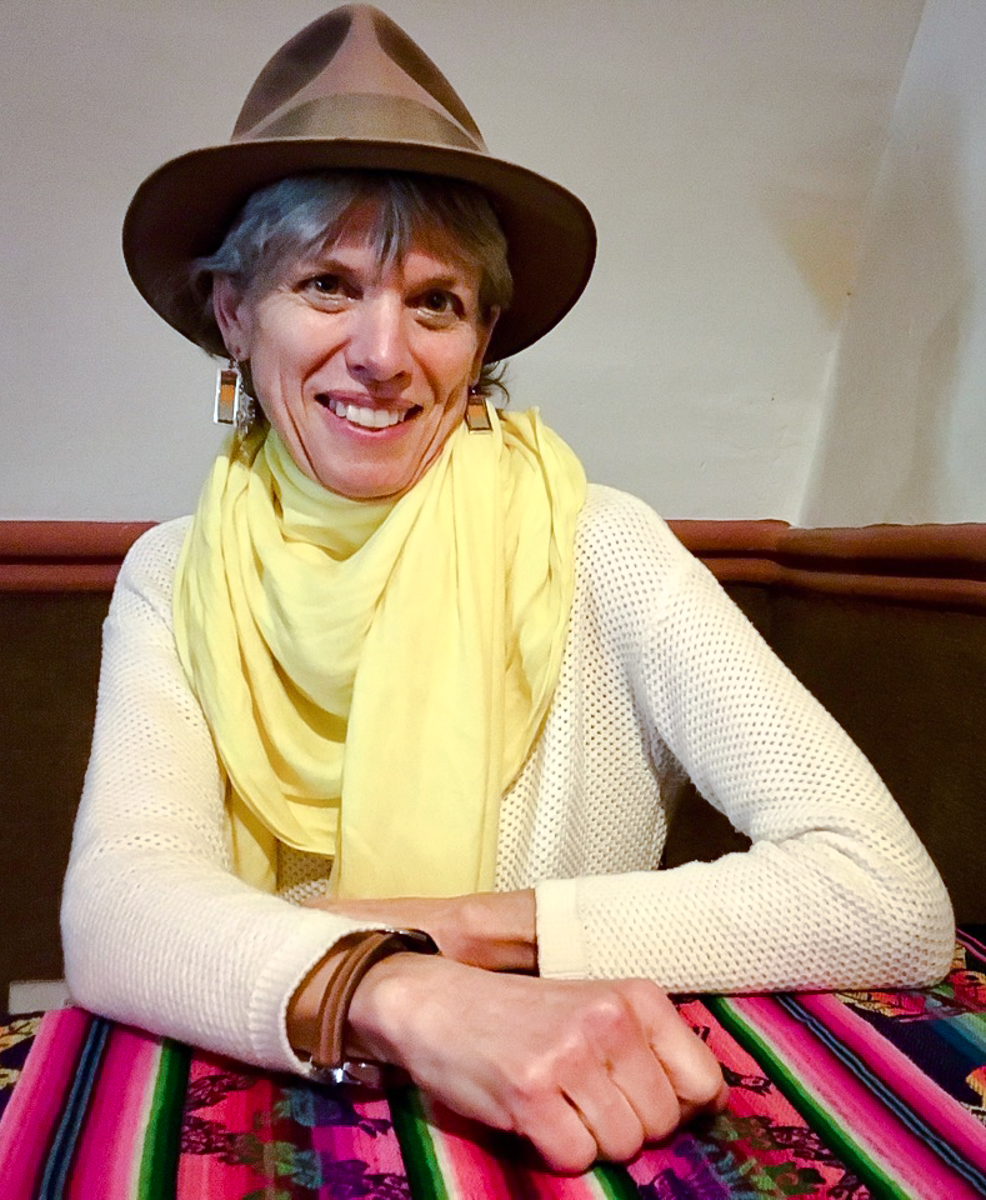
, піонерка екопсихології, 2016

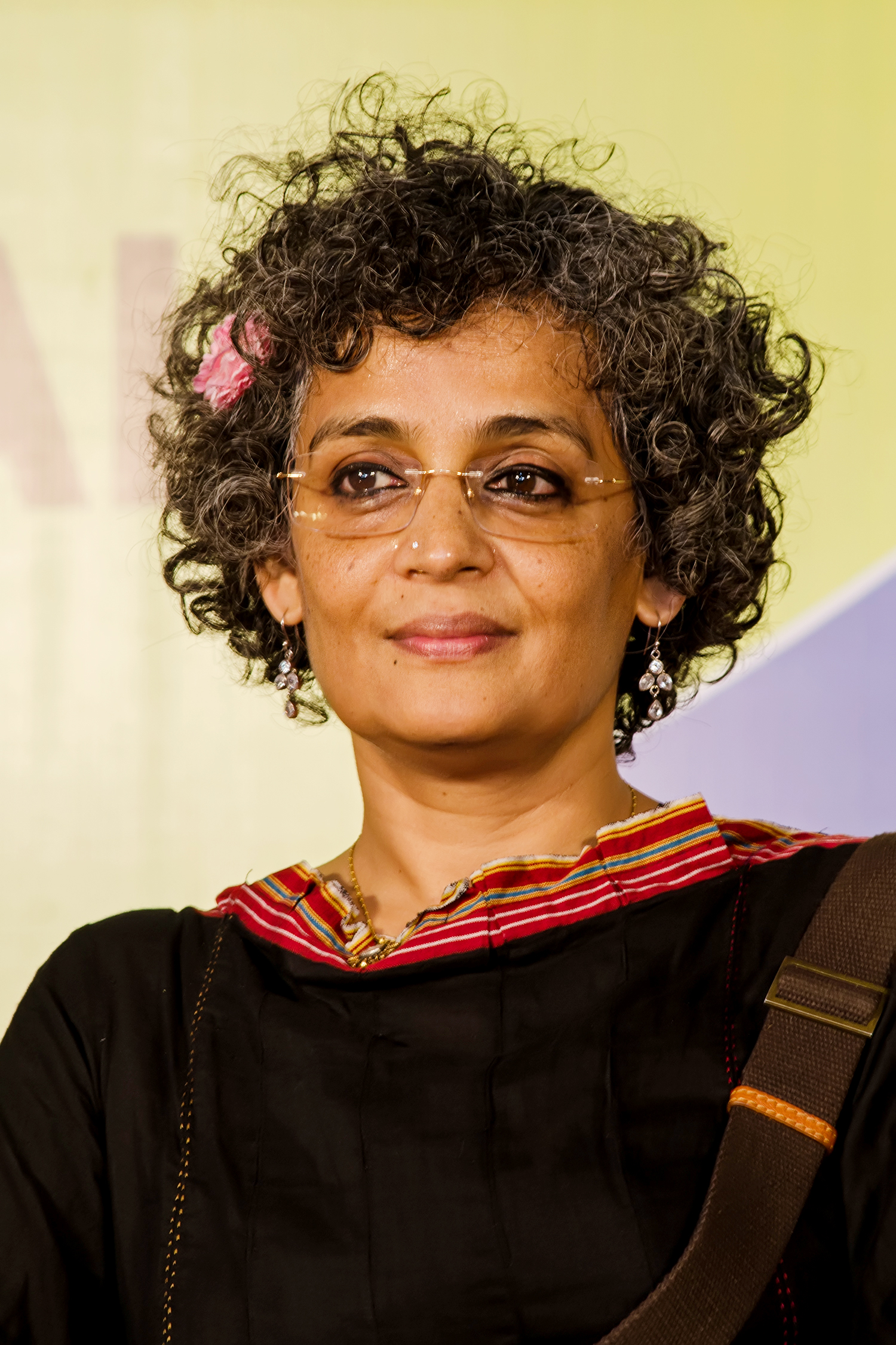
Арундгаті Рой, 2013

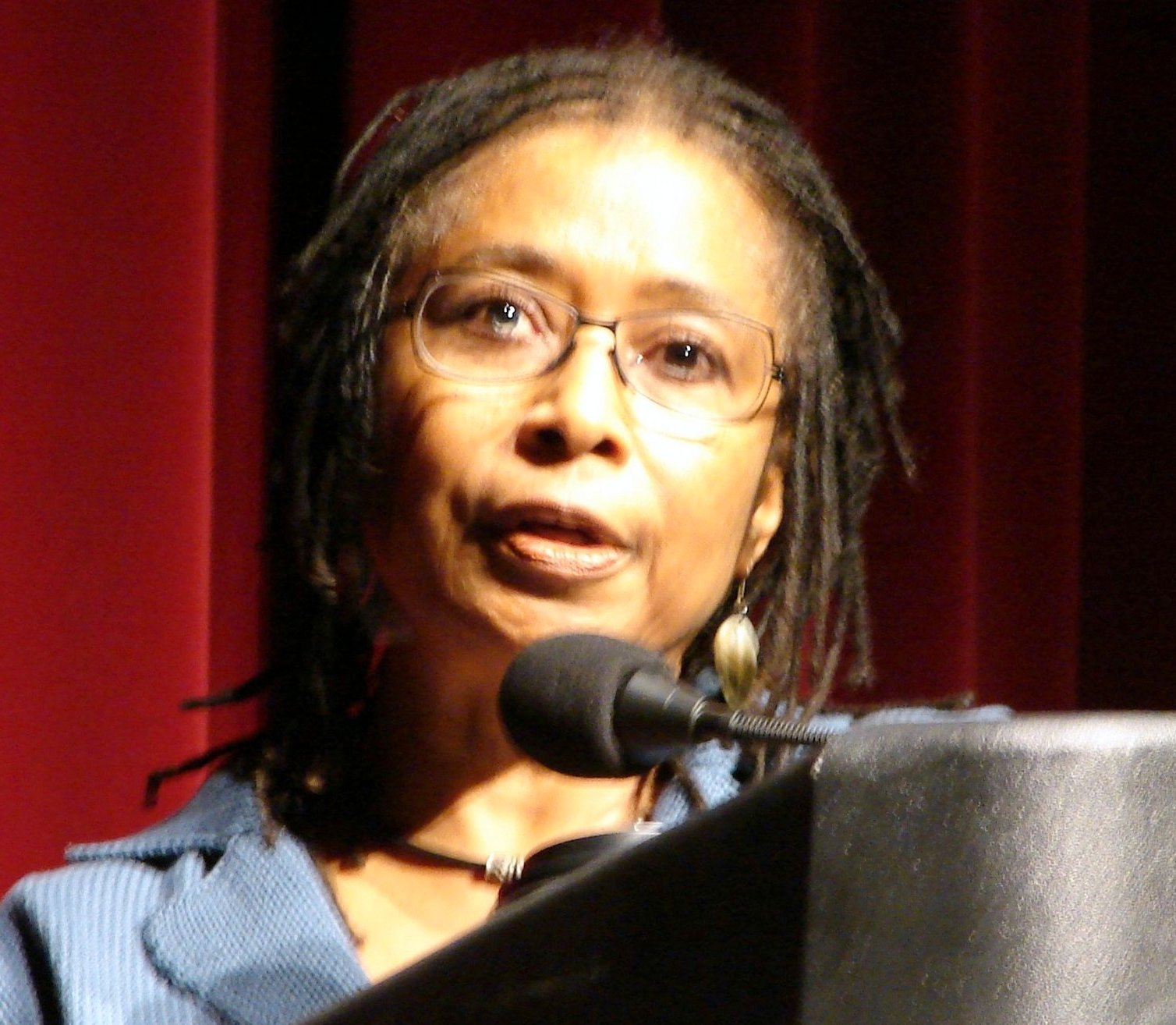
Еліс Вокер, феміністська поетеса

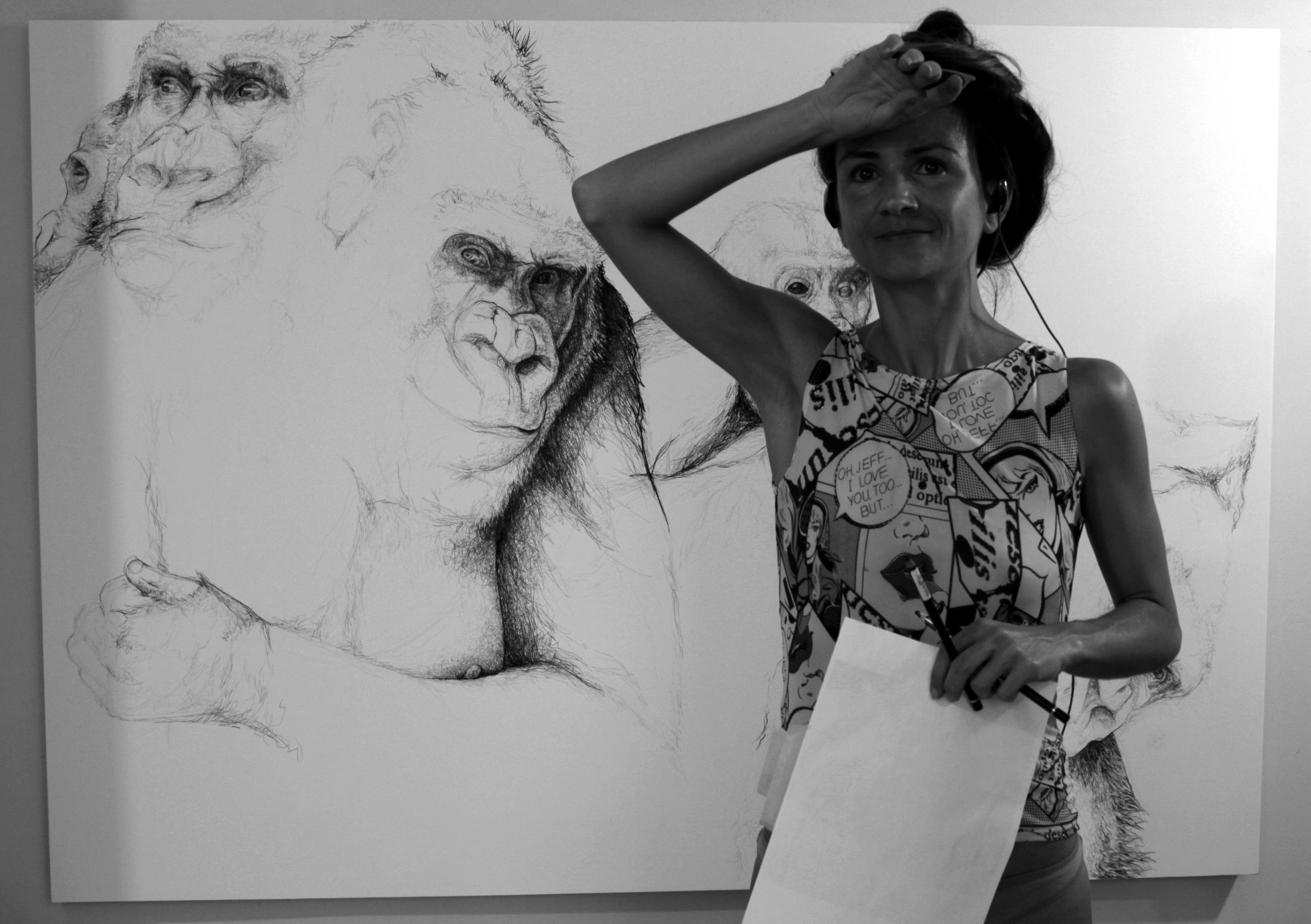
Іспанська екофеміністська мисткиня Veronica Perales, 2010

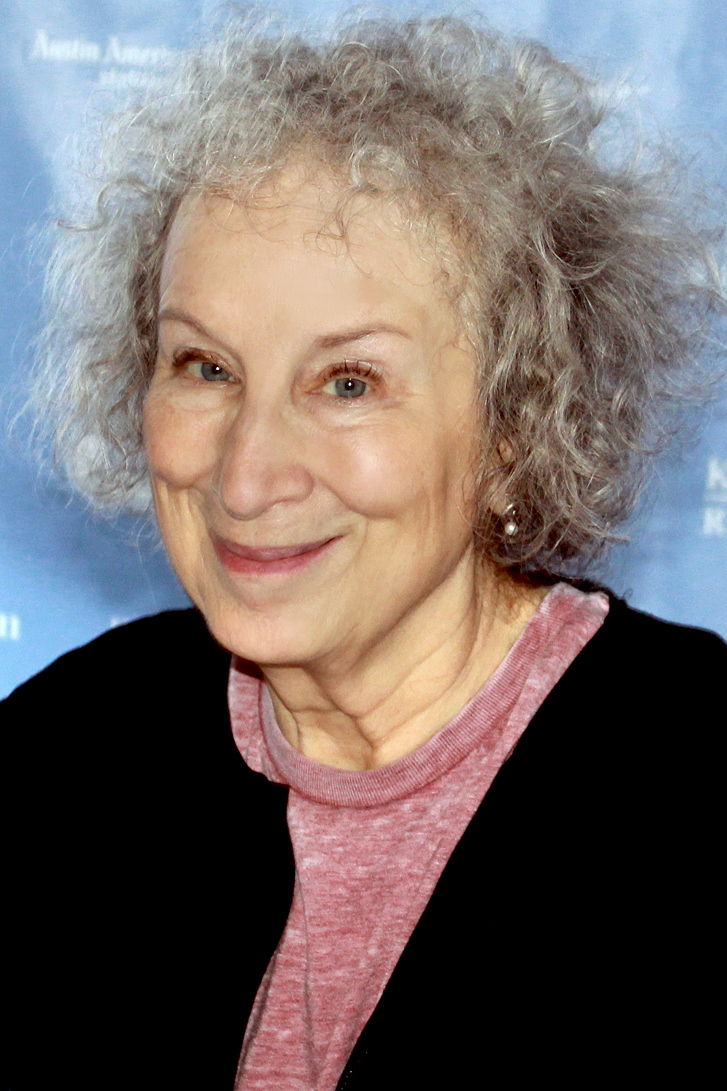
Марґарет Етвуд, 2015

Екологічний фемінізм (англ. ecofeminism, від гр. oikos — будинок, родина + femina — жінка) — громадський рух і філософія на перетині феміністичного та екологічного активізму, що зародився у США та Франції на початку 1970-х. Екофемінізм проводить паралелі між експлуатаціями природи і жінки патріархатними західними суспільствами, підкреслюючи їхню філософську єдність. Екофеміністки аналізують стосунки людей та природи на основі концепції ґендеру. Основна мета руху — привести світ до первісної гармонії шляхом ліквідації дискримінації жінок. Екофеміністська теорія стверджує феміністичну точку зору зеленої політики, яка закликає до егалітарного суспільства без домінуючої групи.
Згідно з екофемінізмом, сексизм і деградація довкілля зумовлені бінарністю західної думки, що протиставляє Розуму, дух, абстрактне мислення, науковий метод, технологію, контроль, прогрес, агресію — та інтуїцію, тіло, конкретне мислення, містичне, емпіричний метод, природу, довіру середовищу, репродуктивність, мир. Ці ієрархічні опозиції (перший ряд вивищується над другим) змістовно вкладаються в гендерну поляризацію (протиставлення "чоловічого" "жіночому"), пов'язані з усією динамікою західного патріархату як головного джерела екологічних руйнувань. Екофеміністські паралелі включають бачення жінок і природи як власності, бачення чоловіків як хранителів культури, а жінок як хранительок природи, домінування чоловіків над жінками та природою. Екофеміністський аналіз також досліджує зв’язки "жінки-природа" в культурі, економіці, релігії, політиці, літературі та іконографії.
Напрямки екофемінізму різняться підходами та аналізом, серед них: ліберальний екофемінізм, духовний/культурний екофемінізм і соціальний/соціалістичний/матеріалістичний екофемінізм. Значна частина екофеміністичного руху прагне відтворити містичний елемент, орієнтований на древню релігійність (язичництво, чаклунство, магію, шанування богинь). Інтерпретації екофемінізму та можливостей його застосування до соціальної думки включають екофеміністичне мистецтво, соціальну справедливість і політичну філософію, релігію, сучасний фемінізм і поезію.
Головні праці: "Фемінізм або смерть" (Le Féminisme ou la Mort, 1974, Франсуаза д'Обонн), «Жінки та природа» (Women and Nature, Сюзан Ґріффін, 1978), «Смерть природи» (The Death of Nature, Керолін Мерчант, 1980) та «Гін/Екологія» (Gyn/Ecology, Мері Дейлі, 1978). Найвідоміші дослідниці та активістки: Франсуаза д'Обонн, Керолін Мерчант, Вандана Шива, Мері Дейлі, Марія Міс, Керол Дж. Адамс, Петра Келлі.

## Історія
Уперше рух виник на початку 1970-х у США та Франції на ґрунті твердження про тісний взаємозв'язок споживацького ставлення до природи та утисків жінок. Головними складовими американського екофемінізму були турбота про природу, успадкована від Партії зелених, і турбота про соціум у вигляді боротьби з дискримінацією жінок. Глобальний екофемінізм розвинувся з анархо-феміністичних прагнень до скасування усіх форм панування, зосереджуючись на репресивній природі відносин людства з природним світом.
Термін «екофемінізм» ввела французька дослідниця Франсуаза д'Обонн у книзі "Фемінізм або смерть" (Le Féminisme ou la Mort, 1974)), у якій почала агітувати жінок до екологічної революції, щоб урятувати життя на Землі, пов’язавши утиск та панування над усіма маргіналізованими групами (жінок, кольорових людей, дітей, бідних) з утиском і пануванням над природою (тварини, земля, вода, повітря). Д'Обон аргументувала, що чоловічий контроль над виробництвом і жіночою сексуальністю, у вигляді що гноблення, домінування, експлуатації та колонізації західними патріархальними суспільствами, має безліч недоліків і призводить до подвійної кризи: руйнування навколишнього середовища (через надприбуткове виробництво) до демографічної кризи (через штучне маніпулювання народжуваністю: обмеження сексуальної освіти та освіти дівчаток і жінок загалом, заборони абортів, репродуктивний тиск, дитячі шлюби,  селективні аборти).
Франсуаза д'Обон вплинула на весь подальший розвиток екофемінізму. Центральними питаннями руху, під її впливом, стали:
- криза сучасності (екологічний дисбаланс внаслідок технологічного прогресу);
- розгляд патріархальної (західної) системи як причини цієї кризи;
- агітація людей, які поділяють ідеї руху, домагатися соціальних та екологічних змін.

## Основні концепти
У той час як активістки та мислительки з усього світу висловлювали різні екофеміністичні погляди, в академічному екофемінізмі домінували північноамериканські університети. Так, в есеї 1993 року «Екофемінізм: до глобальної справедливості та планетарного здоров’я» (Ecofeminism: Toward Global Justice and Planetary Health), що містив велику кількість даних та статистик, на основі роботи північноамериканських науковиць Розмарі Рутер (Rosemary Ruether) і Керолін Мерчант авторки Ґрета Ґаард і Лорі Ґруен окреслили «екофеміністську структуру» поточної ґлобальної кризи. Ця структура пояснювала, як виникло «розділення між природою та культурою», першоджерело планетарних хвороб, і включала чотири чинники:
1. Механістичну матеріалістичну модель Всесвіту, що виникла внаслідок наукової революції, та подальше зведення всіх речей до простих ресурсів, які потрібно оптимізувати, і мертвої інертної матерії, яку потрібно використовувати.
2. Поява патріархальних релігій і встановлення ґендерних ієрархій разом із запереченням іманентної божественності.
3. "Я" та інші дуалізми, і невід'ємну етику влади та панування, які вони передбачають.
4. Капіталізм і його потребу в експлуатації, знищенні та інструменталізації тварин, землі та людей з єдиною метою створення багатства.[8]

Франсуаза д'Обон була активісткою та організаторкою, у своїх творах заохочувала до викорінення будь-якої соціальної несправедливості, а не лише щодо жінок та довкілля. Ця традиція включає низку впливових текстів, зокрема: «Жінки та природа» (Women and Nature, Сюзан Ґріффін, 1978), «Смерть природи» (The Death of Nature, Керолін Мерчант, 1980) та «Гін/Екологія» (Gyn/Ecology, Мері Дейлі, 1978). Ці тексти допомогли усвідомити зв’язок між пануванням чоловіків над жінками та культури над природою. З них феміністичний активізм 1980-х черпав зв’язок ідеї екології та довкілля. Такі рухи, як Національна кампанія проти токсичних речовин (National Toxics Campaign), Матері Східного Лос-Анджелеса (Mothers of East Los Angeles, MELA) і Корінні американці за чисте довкілля (Native Americans for a Clean Environment, NACE), очолювали жінки, віддані питанням здоров’я людини та екологічної справедливості. Роботи цього кола обговорювали розвиток екофемінізму з політики Партії Зелених, рухів за мир і рухів прямої дії.

### Екофеміністська критика науки
У «Екофемінізмі» (1993) Вандана Шива та Марія Міс розмірковують над історією науки, ставлячи під сумнів її універсальність та свободу від цінностей. Панівний потік сучасної науки не є об’єктивним, а являє собою проєкцію цінностей західних науковців. Привілей визначати, що вважати науковим знанням, та їх використання контролювали чоловіки, і протягом більшості історії наука обмежувалася вивченням чоловіків (серед численних прикладів — медикалізація пологів та індустріалізація відтворення рослин).
У екофеміністичній літературі поширеною є теза, що патріархальні структури виправдовують своє панування через бінарну опозицію, яка включає, але не обмежується протиставленнями: небо/земля, розум/тіло, чоловік/жінка, людина/тварина, дух/матерія, культура/природа та білий/небілий. Утиск посилюється припущенням істини в цих бінарностях і насадженням їх як «чудових для споглядання» через те, що вони вважаються релігійними та науковими конструкціямии.

### Ґендерування природи
Наділення природи властивостями жінки лежить в основі зв'язку "природа-жінка", який є фундаментом експлуатації природи та жінок. Дослідження того, на основі чого і як відбувалося це наділення, складає окрему екофеміністську проблему.
Екофеміністська теорія стверджує, що капіталізм відображає лише патерналістські та патріархальні цінності. Наслідки капіталізму не принесли користі жінкам і призвели до шкідливого розколу між природою та культурою. У 1970-х ранні екофеміністки обговорювали, що розкол може бути вилікуваний лише жіночою здатністю вирощувати (nurturing) та цілісним знанням процесів природи.
Відтоді ряд екофеміністських науковиць зробили важливе розрізнення про те, що жінки пов’язані з природою не через те, що вони є жінками чи «жіночними», а через подібність утиску одними й тими ж домінуючими силами чоловіків. Маргіналізація є очевидною в ґендерованій мові опису природи, як-от «Мати-Земля» або «Мати-Природа», і в анімалізованій мові, якою описують жінок. Деякі дискурси пов'язують жінку саме з довкіллям через її традиційну роль виховательки та опікунки. Ілюстрацією цих зв’язків є узгодженість соціально позначених цінностей, пов’язаних із «жіночністю», таких як виховання, приписуваних як жінкам, так і природі.
Крім того, екофеміністська філософиня Вандана Шива стверджує, що жінки мають особливий зв’язок із довкіллям через щоденну взаємодію з ним, і що цей зв’язок недооцінюється. За словами Шиви, жінки в натуральній економіці, які виробляють «багатство в партнерстві з природою, були експертками у своєму власному праві в цілісному та екологічному знанні процесів природи». «Ці альтернативні способи пізнання, орієнтовані на соціальні блага та потреби в харчуванні, не визнає капіталістична редукціоністська парадигма, оскільки вона не може сприйняти внутрішній зв’язок природи, тобто зв’язок життя, роботи та знань жінок зі створенням багатства». Шива звинувачує цю невдачу в західних патріархальних уявленнях про розвиток і прогрес. За Шивою, патріархат назвав жінок, природу та інші групи, які не розвивають економіку, «непродуктивними». Подібним чином австралійська екофеміністка Арієль Салле поглиблює цей матеріалістичний екофеміністський підхід у діалозі з зеленою політикою, екосоціалізмом, генною інженерією та кліматичною політикою.

## Течії
Хоча екофеміністичний аналіз є динамічним, американська письменниця-екофеміністка Шарлін Спретнак класифікує екофеміністську роботу: 1) через вивчення політичної теорії та історії; 2) через віру та вивчення релігій, базованих на Землі; 3) через енвайронменталізм.

### Матеріалістичний екофемінізм
Матеріалістичний (або «соціальний», «соціалістичний», «марксистський») екофемінізм не є широко відомим у Північній Америці, крім колективу журналу Capitalism Nature Socialism. Цей академічно ґрунтований підхід пов'язує інститути праці, влади та власності як джерело панування над жінками та природою через цінності виробництва та відтворення. За Керолін Мерчант, «соціальний екофемінізм виступає за звільнення жінок через перевертання економічних і соціяльних ієрархій, які перетворюють усі аспекти життя на ринкове суспільство, яке сьогодні навіть вторгається в утробу матері». Екофемінізм прагне усунути соціяльні ієрархії, які ставлять виробництво товарів (у якому домінують чоловіки) над біологічним (відтворення людства) і соціяльним відтворенням (передача культури), яке забезпечують жінки.
Ключовими активістками-дослідницями течії є Марія Міс і Вероніка Беннгольд-Томсен у Німеччині; Вандана Шива в Індії; Арієль Салле в Австралії; Мері Меллор (Mary Mellor) у Британії; і Ана-Ісла (Ana Isla) в Перу.

### Духовний/культурний екофемінізм
Гілка екофемінізму, популярна серед екофеміністичних авторок, таких як Starhawk, Ріан Айслер і Керол Дж. Адамс. Starhawk називає це земною духовністю, яка визнає, що Земля жива і що ми є взаємопов’язаною спільнотою. Духовний екофемінізм не пов’язаний з якоюсь конкретною релігією, а зосереджений навколо цінностей турботи, співчуття та відмови від насильства. Екофеміністки часто посилаються на давніші традиції, такі як поклоніння Геї й іншим богиням природи та духовності (уособленням Матері-Землі). Вікка та язичництво особливо впливають на духовний екофемінізм. Більшість ковенів Вікка демонструють глибоку повагу до природи, жіночий світогляд і прагнення встановити міцні суспільні цінності. Американська феміністська теологиня Мерлін Стоун значно збагатила рухи Богині працею "Коли Бог був жінкою" (When God Was a Woman).
У книзі «Радикальна екологія» Керолін Мерчант називає духовний екофемінізм «культурним», котрий «оспівує відносини між жінками та природою через відродження стародавніх ритуалів, зосереджених на поклонінні богині, Місяцю, тваринам і жіночій репродуктивній системі». У цьому сенсі культурні екофеміністки, як правило, цінують інтуїцію, етику турботи та взаємозв’язки між людиною та природою.

### Веґетаріанський екофемінізм
Застосування екофемінізму до прав тварин розвинуло вегетаріанський екофемінізм, який постулює, що «виключення утиску тварин з феміністського та екофеміністського аналізу… суперечить активістським та філософським засадам як фемінізму, так і екофемінізму». Це реалізує на практиці «особисте є політичним», оскільки багато екофеміністок вважають, що «м’ясоїдність є формою патріархального домінування… що свідчить про зв’язок між чоловічим насильством і м’ясною дієтою». У 1995 році в інтерв’ю журналу On the Issues Керол Дж. Адамс підкреслювала: «Чоловічість у нашій культурі конструюється, почасти, доступом до м’ясної їжі та контролем над іншими тілами, будь то жінки чи тварини». «Ми не можемо виборювати справедливість і кинути виклик гнобленню природи, не розуміючи, що найчастіший спосіб взаємодії з природою — споживання тварин». Веґетаріанський екофемінізм поєднує співчуття з аналізом культури та політики, щоб удосконалити систему етики та дій.

## Теоретикині та активістки
- Валь Пламвуд[en]
- Керол Дж. Адамс[en]
- Марті Кийл
- Карен Дж. Варрен
- Глорія Оренстейн
- Вандана Шива
- Стейсі Алаймо
- Старгок
- Кріс Дж. Куомо
- Джуді Барі
- Клариса Пінкола Естес
- Вангарі Мута Маатаї
- Барбара Еренрайх
- Арундгаті Рой
- Еліс Вокер
- Джин Мері Ауел
- Октавія Батлер
- Меріон Зіммер Бредлі
- Маргарет Етвуд
- Урсула Ле Ґуїн — американська феміністична наукова фантастка з екологічними темами
- Тоні Моррісон — американська екофеміністська письменниця, нобелівська лауреатка

### Екофеміністичні групи
- Feminists For Animal Rights. Аризона, США
- WVE! — Women's Voices for the Earth Montana, США
- The Women's Environmental Network United Kingdom, Велика Британія
- EVE Online New York, США
- Gaiaguys NSW, Австралія
- Boston Ecofeminist Action Massachusetts, США

## Екофемінізм у кіно
Екофеміністські ідеї присутні у таких стрічках, як Принцеса Мононоке, Аніґіляція, Ваяна, Крижане серце 2.
- Седер-Мазохізм[en] (2018) феміністської мисткині Ніни Пейлі[en]: у формі мюзиклу ілюструє руйнацію природи та жінок патріархатними авраамічними релігіями на прикладі юдаїзму.
- Ерін Брокович (2000, реж. Стівен Содерберг, на основі реальних подій): Джулія Робертс втілила американську активістку Ерін Брокович, яка добилася закриття токсичного заводу та виплати компенсацій родинам зараженого реґону;
- Аватар (2009, реж. Джеймс Кемерон): землянин переходить з філософії загабрницького використання ресурсів до філософії ойкуменічної єдности з довкіллям та очолює спротив аборигенської іншопланетної раси.
- Шалений Макс (Дорога гніву) (2015, реж. Джордж Міллер (режисер)): антиутопія про наслідки узурпації природних ресурсів та гарему бранок в руках тиранічних правителів; імператорка Фуріоза (Шарліз Терон) з героєм франшизи рятує світ, ділячи ресурси та звільняючи жінок, що зберегли насіння і знання рослинництва.
- Гірська жінка: на війні (2018): шведська екоактивістка бореться з місцевою електрокорпорацією, що знищує природу.
- Вовча варта (2020): мультиплікація про близькість дочки винищувача вовків та принцеси-вовкулаки, присутні ідеї сестринства, міжпоколінних зв'язків жінок та лесбійського сепаратизму.